# 데드라인 (2024년 영화)
《데드라인》은 대한민국에서 제작된 2024년 재난 영화이다. 공승연 등이 주연으로 출연하였다. 2022년에 태풍 힌남노에 의해 피해를 입은 포항제철소가 입은 피해와 복구 과정을 극화한 작품이다.

## 출연
- 공승연
- 박지일
- 정석용
- 홍서준
- 유승목
- 장혁진